# ديفيد دايموند (منتج أفلام)
ديفيد دايموند (بالإنجليزية: David Diamond)‏ هو منتج أفلام أمريكي، ولد في 1900، وتوفي في 1979.

## وصلات خارجية
- ديفيد دايموند على موقع IMDb (الإنجليزية)
- ديفيد دايموند على موقع قاعدة بيانات الفيلم (الإنجليزية)